# ジプロピルトリスルフィド
ジプロピルトリスルフィド（英: Dipropyl Trisulfide）は、二つのプロピル基が硫黄原子3つを介してトリスルフィド結合した有機硫黄化合物である。

## 性質
タマネギなどの天然物に広く含まれる。本物質が記憶障害の改善に有効であるとして、共同特許を保有する東海大学・科学技術振興機構・とバイオベンチャー企業の北海道バイオインダストリーは2014年に北海道地方発明表彰を受賞した。フレーバーとしては、ミートソースやスープ、ドレッシングなどに1.0ppmほど使用される。

## 製法
90-125℃でジプロピルジスルフィドに硫黄とジブチルメチルを反応させたのち加熱することで得られる。